# Rhyothemis hurleyi
Rhyothemis hurleyi is een libellensoort uit de familie van de korenbouten (Libellulidae), onderorde echte libellen (Anisoptera).
De wetenschappelijke naam Rhyothemis hurleyi is voor het eerst geldig gepubliceerd in 1926 door Tillyard.